# Алексеева, Екатерина Викторовна
Екатерина Викторовна Алексеева (1914 — 1985) — передовик советского сельского хозяйства, зоотехник колхоза имени Тельмана Раменского района Московской области, Герой Социалистического Труда (1949).

## Биография
Родилась в 1914 году в деревне Покровская, ныне Гатчинского района Ленинградской области в русской крестьянской семье. В 1933 году завершила обучение в зооветеринарном техникуме. 
В 1942 году успешно защитила диплом и завершила обучение в сельскохозяйственной академии имени К.А.Тимирязева. Получила направление на работу в животноводческий колхоз имени Тельмана Раменского района Московской области, здесь стала возглавлять зоотехническую службу хозяйства.
Вместе с заведующим Михайлово-Слободской фермой В.М.Юскиным она сумела вывести животноводческую ферму в передовые по надоям в области и образцово-показательные по выполнению зооветеринарных правил. В годы Великой Отечественной войны колхоз строго выполнял план по сдаче государству продуктов животноводства и в первые послевоенные годы 4-й пятилетки (1946-1950) был в числе передовых хозяйств Московской области. В 1948 году было произведено от 33 коров по 5178 килограммов молока с содержанием 191 килограмма молочного жира в среднем от коровы за год.
За получение высокой продуктивности животноводства в 1948 году, Указом Президиума Верховного Совета СССР от 24 июня 1949 года Екатерине Викторовне Алексеевой было присвоено звание Героя Социалистического Труда с вручением ордена Ленина и золотой медали «Серп и Молот».
В 1969 году вышла на заслуженный отдых. 
Умерла в 1985 году. Похоронена на сельском кладбище Михайловской Слободы.

## Награды
За трудовые успехи удостоен:
- золотая звезда «Серп и Молот» (24.06.1949)
- орден Ленина (24.06.1949)
- другие медали.